# 滝野正二郎
滝野 正二郎（たきの しょうじろう、1959年6月 - ）は、日本の歴史学研究者。中国史の専門。山口大学人文学部准教授。文学修士（1985年、九州大学にて取得）。

## 略歴
- 1959年 - 福岡県で生まれる。明治学園中学校、福岡県立小倉高等学校を卒業。
- 1983年 - 九州大学文学部史学科東洋史学専攻を卒業。
- 1987年 - 同大学文学研究科東洋史学博士課程中退[1]。
- 山口大学大学院准教授。

助教授時代は、学生に清史稿を読むよう口酸っぱく指導していた。

## 活動
- 2007年7月 - 北海道大学にて明清史夏合宿 東洋史講座を行う[2]。
- 2009年6月 - 福岡大学にて『清代後期の四川省南部県档案に見る場市設立問題』の講義を行う[3]。

### 学会
- 東洋史研究会
- 九州史学会
- 九州大学文学部東洋史研究会
- 史学会
- 七隈史学会
- 東方学会[1]

### 主要編著者
- 滝野正二郎「清代乾隆年間における官僚と塩商(一) : 塩引案を中心として」『九州大学東洋史論集』第15巻、九州大学文学部東洋史研究会、1986年、83-106頁、doi:10.15017/24591、hdl:2324/24591、ISSN 0286-5939。
- 滝野正二郎「清代乾隆年間における官僚と塩商（二） : 両淮塩引案を中心として」『九州大学東洋史論集』第22巻、九州大学文学部東洋史研究会、1994年、1-17頁、doi:10.15017/25757、hdl:2324/25757、ISSN 0286-5939。

### 論文
- 滝野正二郎「清代後期、四川省南部県における場市の設立と県衙門 : 『南部県档案』を史料として」『九州大学東洋史論集』第38巻、九州大学文学部東洋史研究会、2010年、99-140頁、doi:10.15017/25863、hdl:2324/25863、ISSN 0286-5939。
- 「明代鈔関の組織と運営―清代常関の前史として―」『山根幸夫教授追悼記念論叢 明代中国の歴史的位相』2007年）
- 滝野正二郎「清代乾隆年間における粤海関の徴税報告遅延問題について」『アジアの歴史と文化』、山口大学アジア歴史・文化研究会、2004年、41-66頁、CRID 1050564287406516608。